# マット・ファーガソン
マット・ファーガソン（Matt Fagerson、1998年7月16日 - ）は、ユナイテッド・ラグビー・チャンピオンシップグラスゴー・ウォリアーズに所属するラグビーユニオン選手。

## プロフィール
- スコットランド・パース出身。
- ポジションはフランカー(FL)、ナンバーエイト(No8)。
- 身長 186cm、体重 110kg
- 兄のザンダーもラグビー選手[1]で現在チームメイト。
- U20スコットランド代表に選ばれたことがある[2]。
- 7人制スコットランド代表に選ばれたことがある。
- スコットランド代表キャップは17（2022年2月現在）。

## 略歴
2016年、グラスゴー・ウォリアーズに加入。 